# Immersione compatta
In matematica, la nozione di immersione compatta esprime l'idea che un insieme sia "ben contenuto" all'interno di un altro. Il concetto di immersione compatta è presente in topologia ed in analisi funzionale.

## Definizione (spazi topologici)
Sia {\displaystyle (X,T)} uno spazio topologico, e siano {\displaystyle V} e {\displaystyle W} sottoinsiemi di {\displaystyle X}. Si dice che {\displaystyle V} è immerso in modo compatto in {\displaystyle W}, e si scrive {\displaystyle V\subset \subset W}, se:
- {\displaystyle V\subseteq \mathrm {Cl} (V)\subseteq \mathrm {Int} (W)}, dove {\displaystyle \mathrm {Cl} (V)} denota la chiusura di {\displaystyle V}, {\displaystyle \mathrm {Int} (W)} denota la parte interna di {\displaystyle W} e:
- {\displaystyle \mathrm {Cl} (V)} è compatto.

## Definizione (spazi normati)
Siano {\displaystyle X} e {\displaystyle Y} due spazi normati con norme {\displaystyle \|\cdot \|_{X}} e {\displaystyle \|\cdot \|_{Y}} rispettivamente, e si supponga che {\displaystyle X\subseteq Y}. Si dice che {\displaystyle X} è immerso in modo compatto in {\displaystyle Y}, e si scrive {\displaystyle X\subset \subset Y}, se:
- {\displaystyle X} è immerso continuamente in {\displaystyle Y}; cioè  esiste una costante {\displaystyle C} tale che {\displaystyle \|x\|_{Y}\leq C\|x\|_{X}} per ogni {\displaystyle x\in X};
- qualsiasi insieme limitato in {\displaystyle X} è precompatto in {\displaystyle Y}, cioè qualsiasi successione in tale insieme limitato possiede una sottosuccessione che è di Cauchy nella norma {\displaystyle \|\cdot \|_{Y}}.

Se {\displaystyle Y} è uno spazio di Banach, una definizione equivalente è che l'operatore di immersione (l'identità) {\displaystyle i:X\to Y} è un operatore compatto.
Questa definizione dell'immersione compatta viene utilizzata nell'ambito dell'analisi funzionale quando si studiano spazi di Banach di funzioni. Parecchi teoremi di immersione di Sobolev sono teoremi di immersione compatta.